# 21709 Сетмюррей
21709 Сетмюррей (21709 Sethmurray) — астероїд головного поясу, відкритий 7 вересня 1999 року.
Тіссеранів параметр щодо Юпітера — 3,608.